# Atherinomorus stipes
Atherinomorus stipes е вид лъчеперка от семейство Atherinidae. Видът не е застрашен от изчезване.

## Разпространение и местообитание
Разпространен е в Американски Вирджински острови, Ангуила, Антигуа и Барбуда, Аруба, Барбадос, Бахамски острови, Белиз, Бермудски острови, Бонер, Бразилия, Венецуела, Гвиана, Гренада, Доминика, Доминиканска република, Кайманови острови, Колумбия, Коста Рика, Куба, Мартиника, Мексико, Монсерат, Пуерто Рико, Саба, САЩ (Флорида), Свети Мартин, Сейнт Лусия, Сен Естатиус, Синт Мартен, Суринам, Тринидад и Тобаго, Френска Гвиана, Хаити, Хондурас и Ямайка.
Среща се на дълбочина от 0,2 до 50 m, при температура на водата от 26,4 до 28 °C и соленост 34,2 – 36,5 ‰.

## Описание
На дължина достигат до 10 cm.
Популацията на вида е стабилна.